# Sindri
Sindri (také Eitri) je skřítek severské mytologie, šikovný kovář a bratr více známého Brokka. V sázce s Lokim, Sindri vkládá suroviny a vyndavá kouzelné předměty z výhně a jeho bratr bez ustání dmýchá. Žije ve zlaté síni (nazývané většinou také Sindri), která se po ragnaröku stane jedním z míst, kam se uchýlí „čestní a dobří lidé“.